# Barbus plebejus
The Italian Barbel (Barbus plebejus) là một loài cá vây tia trong họ Cyprinidae. Nó được tìm thấy ở Croatia, Ý, Slovenia và Thụy Sĩ.
Các môi trường sống tự nhiên của chúng là sông và hồ nước ngọt. It is not considered a threatened species by the IUCN.

## Hình ảnh

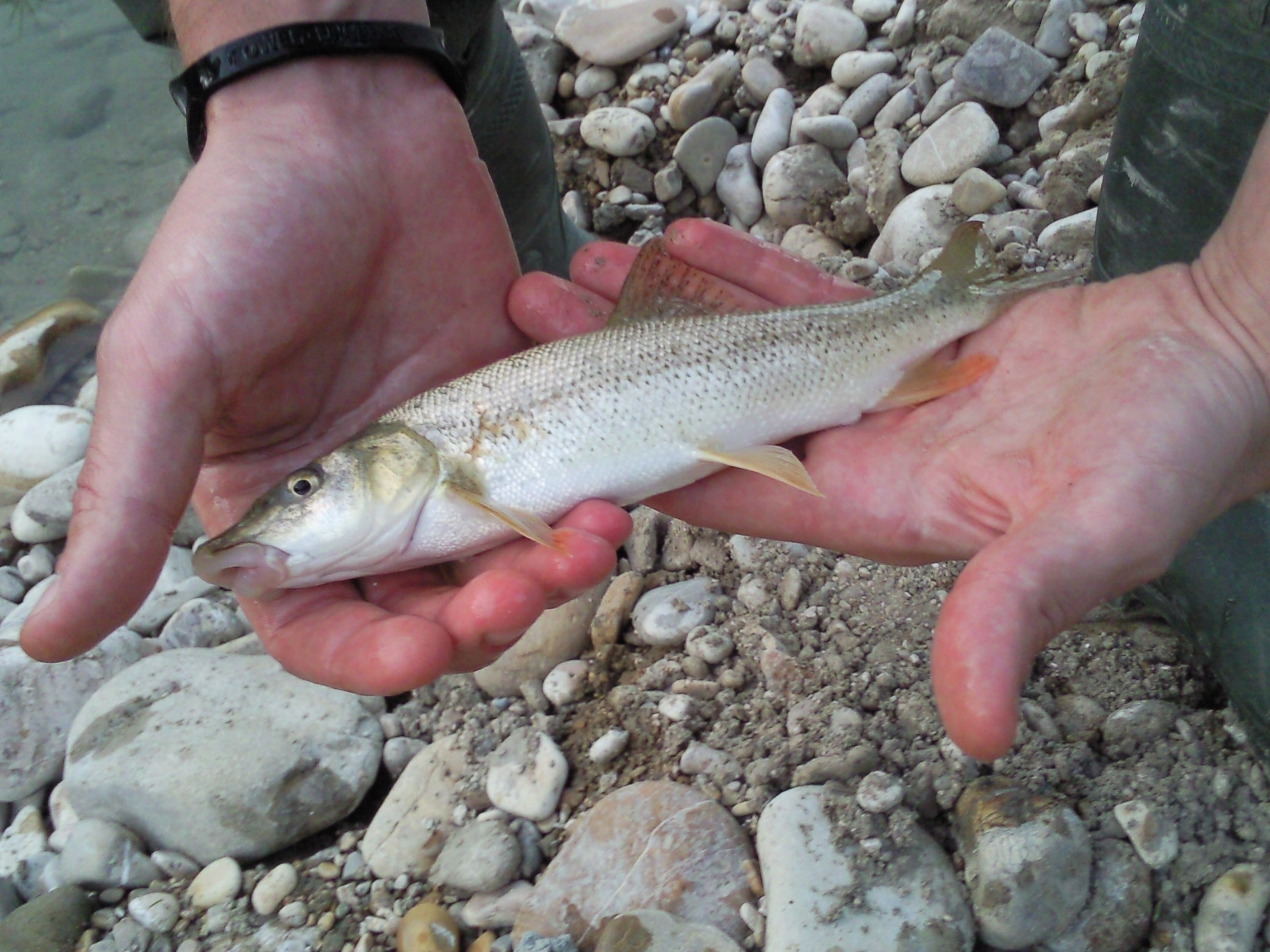
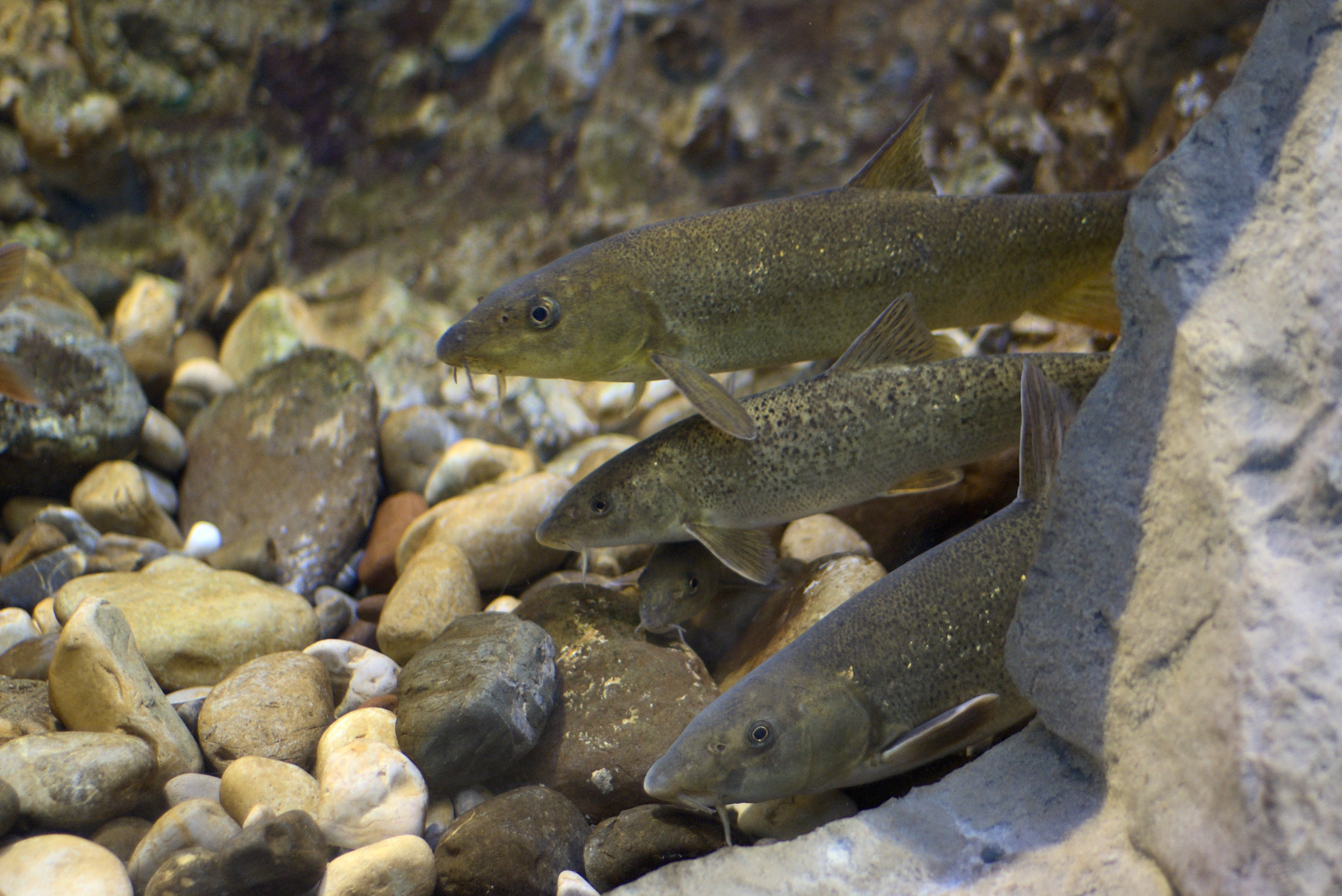